# Algerije op de Olympische Winterspelen 2006
Tijdens de Olympische Winterspelen van 2006 die in Turijn werden gehouden nam Algerije voor de tweede keer deel aan het evenement.
Twee sporters vertegenwoordigden Algerije in het alpineskiën en bij het langlaufen. Er werden geen medailles verdiend. Christelle Laura Douibi was de Algerijnse vlaggendraagster en bovendien de enige Afrikaanse vrouw op deze winterspelen.

## Deelnemers en resultaten

### Alpineskiën
| Olympiër                | Discipline   | Resultaat | Prestatie |
| ----------------------- | ------------ | --------- | --------- |
| Christelle Laura Douibi | afdaling (v) | 40e       | 2.09,68   |
| Christelle Laura Douibi | super-g (v)  | 51e       | 1.43,54   |

### Langlaufen

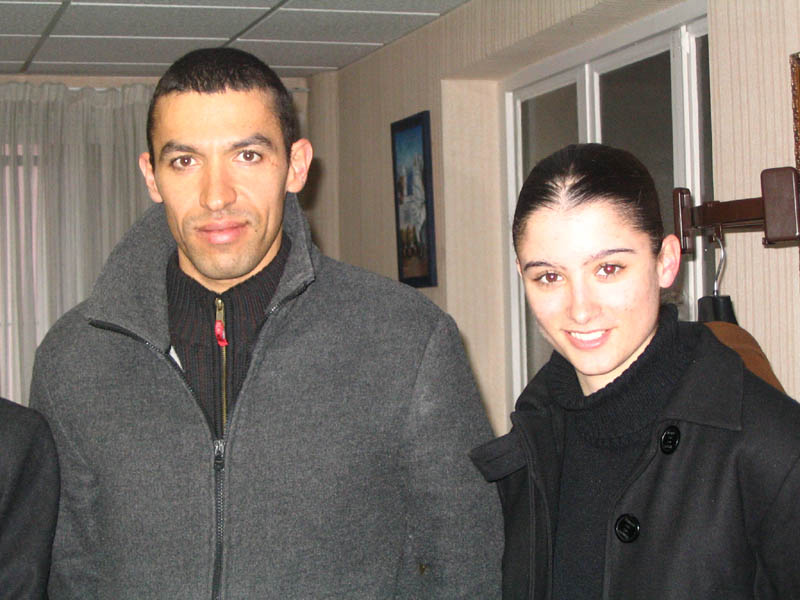
Christelle Laura Douibi en Noureddine Maurice Bentoumi

| Olympiër            | Discipline           | Resultaat | Prestatie      |
| ------------------- | -------------------- | --------- | -------------- |
| Noureddine Bentoumi | 50 km massastart (m) | DNF       | niet gefinisht |

Albanië · Algerije · Amerikaanse Maagdeneilanden · Andorra · Argentinië · Armenië · Australië · Azerbeidzjan · België · Bermuda · Bosnië en Herzegovina · Brazilië · Bulgarije · Canada · Chili · China · Chinees Taipei · Costa Rica · Cyprus · Denemarken · Duitsland · Estland · Ethiopië · Finland · Frankrijk · Georgië · Griekenland · Groot-Brittannië · Hongarije · Hongkong · Ierland · IJsland · India · Iran · Israël · Italië · Japan · Kazachstan · Kenia · Kirgizië · Kroatië · Letland · Libanon · Liechtenstein · Litouwen · Luxemburg · Macedonië · Madagaskar · Moldavië · Monaco · Mongolië · Nederland · Nepal · Nieuw-Zeeland · Noord-Korea · Noorwegen · Oekraïne · Oezbekistan · Oostenrijk · Polen · Portugal · Roemenië · Rusland · San Marino · Senegal · Servië en Montenegro · Slovenië · Slowakije · Spanje · Tadzjikistan · Thailand · Tsjechië · Turkije · Venezuela · Verenigde Staten · Wit-Rusland · Zuid-Afrika · Zuid-Korea · Zweden · Zwitserland